# Nova Bandeirantes
Nova Bandeirantes là một đô thị thuộc bang Mato Grosso, Brasil. Đô thị này có diện tích 9531,206 km², dân số năm 2007 là 12756 người, mật độ 1,34 người/km².